# Red Star Football Club 93
El Red Star Football Club 93 (també anomenat Red Star FC, Red Star Paris, Red Star Saint-Ouen, o simplement Red Star) és un club de futbol francès de la ciutat de Saint-Ouen, al suburbi nord de París.

### Logos
L'escut del club es representa sovint amb més valor que un simple logotip de comunicació, però com un veritable símbol de l'equip. Aquesta estrella vermella fins i tot s’ha convertit en un dels sobrenoms del club, l’Estrella Roja. Sota el mandat d'Eric Charrier, el club va canviar el seu logotip per tenir la identitat actual amb alguns matisos de color. Alguns simpatitzants lamenten que l’Estrella Roja s’associï directament amb el color vermell i les idees comunistes, i no amb els colors verd i blanc, el color del cercle de l'escut i les samarretes del club, donant també al club un altre sobrenom, els Verds. i Blancs.
Alguns dels logos del club al llarg dels anys. 

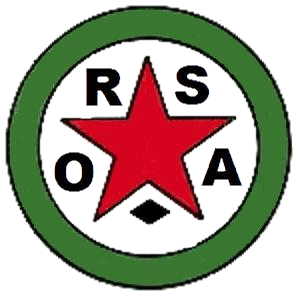
Estrella Roja Olympique Audonien (1946-1978)
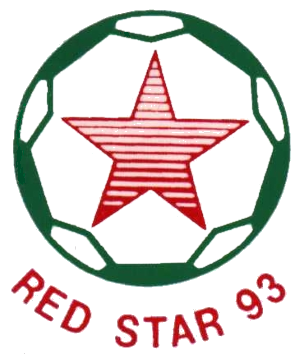
AS Estrella Roja 93 (1984-2003)
Estrella Roja FC 93 (2003-2012)
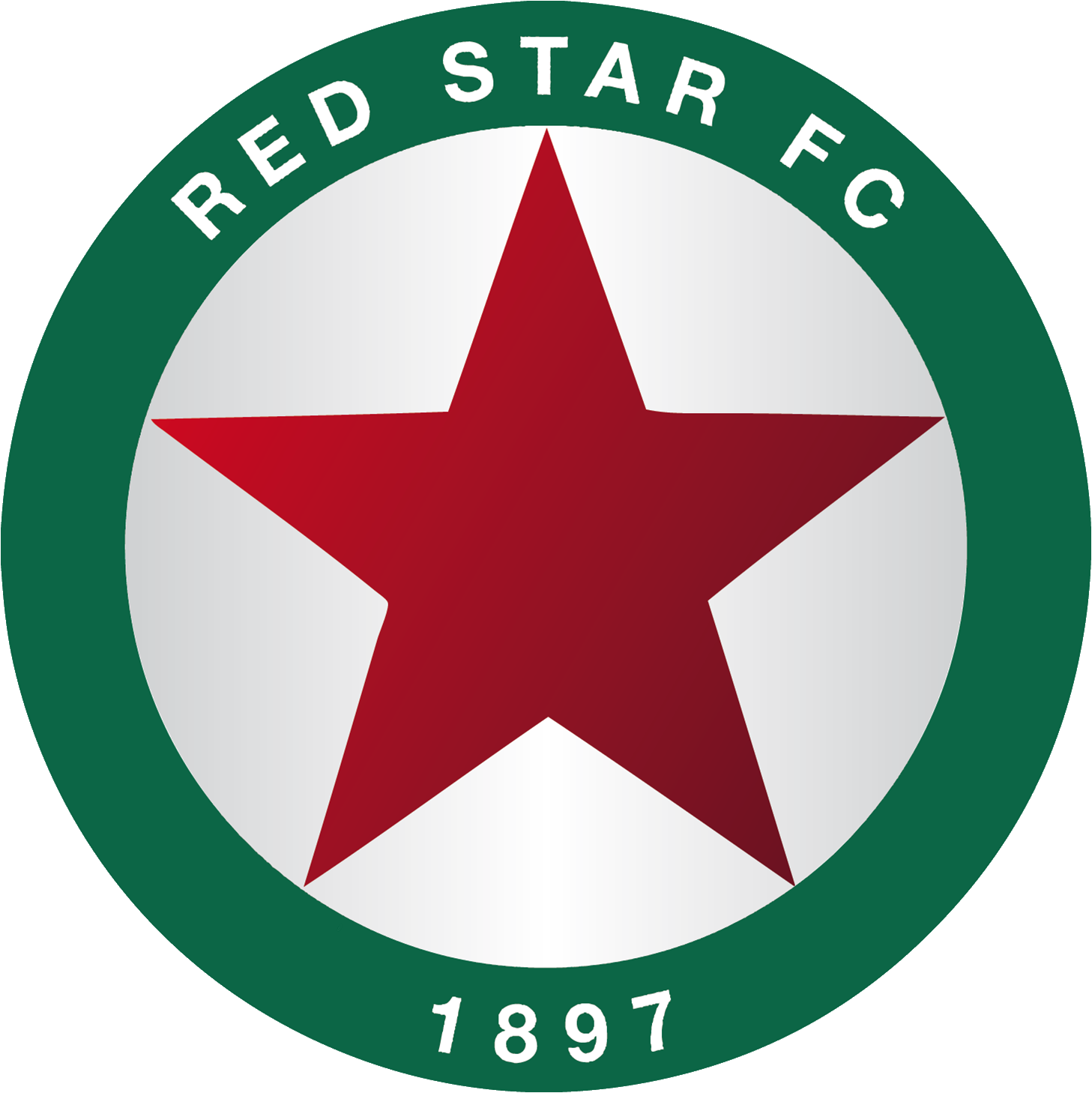
Estrella Roja FC (2012-2014)
Nou logo des del 2014

## Història
El club va ser fundat el 21 de febrer de 1897 amb el nom Red Star Club Français per la llegenda del futbol francès Jules Rimet, qui posteriorment fou president de la Federació Francesa de Futbol i de la FIFA. El club és un dels fundadors de la Ligue 1, on jugà 19 temporades, la darrera la 1974-75. A més ha guanyat cinc Copes de França. El 1907 canvià el nom a Red Star Amical Club en fusionar-se amb el club Amical Football Club. El club es traslladà de Meudon a Grenelle. Sis anys més tard es mogué a Saint-Ouen per jugar al nou Stade de France. El 1926 es fusionà amb l'Olympique de Paris per formar el Red Star Olympique i canvià els colors blau marí i blanc per una camisa blanca. El 1930 esdevingué professional. La temporada 1934-35 adopta els actuals colors verd i blanc.

### Evolució del nom
- Red Star Club Français (1897-1906)
- Red Star Amical Club (1906-1927)
- Red Star Olympique (1927-1946)
- Red Star Olympique Audonien (1946-1948)
- Stade Français-Red Star (1948-1950)
- Red Star Olympique Audonien (1950-1957)
- Red Star Football Club (1957-1968)
- AS Red Star (1978-1984)
- AS Red Star 93 (1984-2003)
- Red Star Football Club 93 (2003-present)

## Jugadors destacats

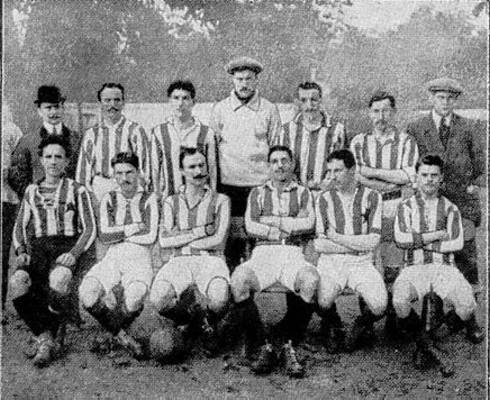
Red Star el 1910

| - Alfred Aston - Philippe Bonnardel - Jean-Claude Bras - Juste Brouzes - Augustin Chantrel - Pierre Chayriguès - Émilien Devic - Marcel Domergue - Lucien Gamblin - Alfred Gindrat - Jean-Luc Girard - François Hugues - Christian Laudu - Eugène Maës - Steve Marlet - Georges Meuris | - Maurice Meyer - Pol Morel - Paul Nicolas - Marcel Pinel - Julien Du Rhéart - Daniel Rodighiero - Jacky Simon - André Simonyi - Georges Stuttler - Alexis Thépot - Julien Verbrugge - Nestor Combin - Guillermo Stábile - Bror Mellberg |

## Palmarès
- 2 Ligue 2: 1934, 1939
- 1 Ligue de Football Association (LFA): 1912
- 5 Copa francesa de futbol: 1921, 1922, 1923, 1928, 1942
- 4 Division d'Honneur (Paris Île-de-France): 1920, 1922, 1924, 2005
- 1 Challenge de la Renommée: 1919